# Marlen Haushofer
Marlen Haushofer (Molln, 1920. április 11. –‎ Bécs, 1970. március 21.) osztrák írónő, leghíresebb A fal című regénye (1963).

## Életrajza
Marie Helene Frauendorfer a felső-ausztriai Frauensteinban született. Katolikus bentlakásos iskolába járt Linzben, majd német irodalmat tanult 1940-től Bécsben és 1943-tól Grazban. Tanulmányait nem fejezte be. 1941-ben hozzáment Manfred Haushofer fogorvoshoz, akivel később Steyrbe költözött. Az 1950-ben válással végződő, 1958-ban megújított házasságból fiúgyermek született. Egy házasságon kívüli fiút hozott a házasságba.

## Munkássága
Haushofer már 1953-ban irodalmi díjat kapott, és 1955-ben kiadta első regényét, Eine Handvoll Leben (Egy maroknyi élet) címmel. 1956-ban elnyerte a Theodor Körner-díjat a művészettel és a kultúrával kapcsolatos korai munkáiért és projektjeiért. 1958-ban jelent meg Wir töten Stella című novellája.
A Die Wand (A fal) című regényét, amelyet a legjobb teljesítményének tartanak, 1963-ban fejezte be. A regényt négyszer írták ki 1960 és 1963 között. Egy barátjának 1961-ben írt levelében Marlen leírja a kompozíció nehézségeit:
A regényemet írom, és minden nagyon nehézkes, mert soha nincs sok időm, és főleg azért, mert nem tudom magam zavarba hozni. Folyamatosan meg kell vizsgálnom, hogy valóban igaz-e, amit az állatokról és növényekről mondok. Az ember nem lehet elég pontos. Valóban nagyon boldog lennék, ha a regényt csak feleannyira tudnám megírni, mint ahogyan azt a fejemben elképzelem.
Haushofer egy évvel később ugyanannak a barátnak írt levelében megjegyezte:
Rendkívül szorgalmas vagyok. Regényem első vázlatában elkészült. Már elvégeztem az átírás száz oldalát. Összesen 360 oldal lesz. Az írás nagyon megterhel, és fejfájás gyötör. De remélem május elejére végzek (legalább négy hetet kell hagynom a gépelésre)... És a háztartásnak is tovább kell futnia. Mindez nagyon nehéz számomra, mert csak egy dologra tudok koncentrálni, és a sokoldalúságra kényszerítés rendkívül idegessé tesz. Olyan érzésem van, mintha a levegőbe írnék.
Gyermekkoráról szóló önéletrajzi beszámolója, a Himmel, der nirgendwo endet 1966-ban jelent meg. Az osztrák irodalomhoz való általános kiegészítése, valamint utolsó novellagyűjteménye, a Schreckliche Treue (Szörnyű hűség) 1968-ban Osztrák Állami Irodalmi Nagydíjat kapott. Utolsó regénye, a Die Mansarde (A manzárd) 1969-ben jelent meg.

## Halála és öröksége

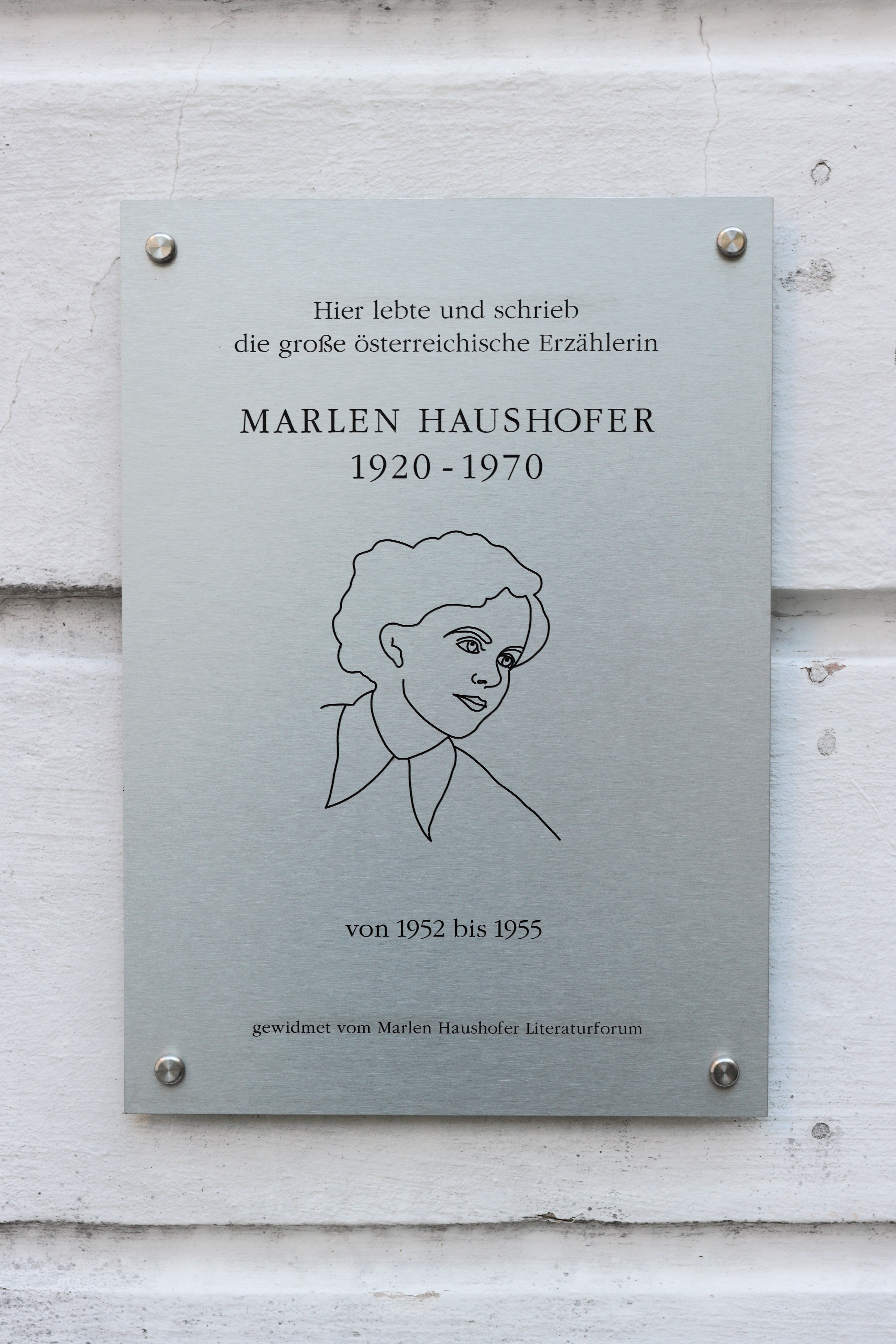
Emléktábla a steyr-i Berggasse 81. szám alatti lakóépületen (2021)

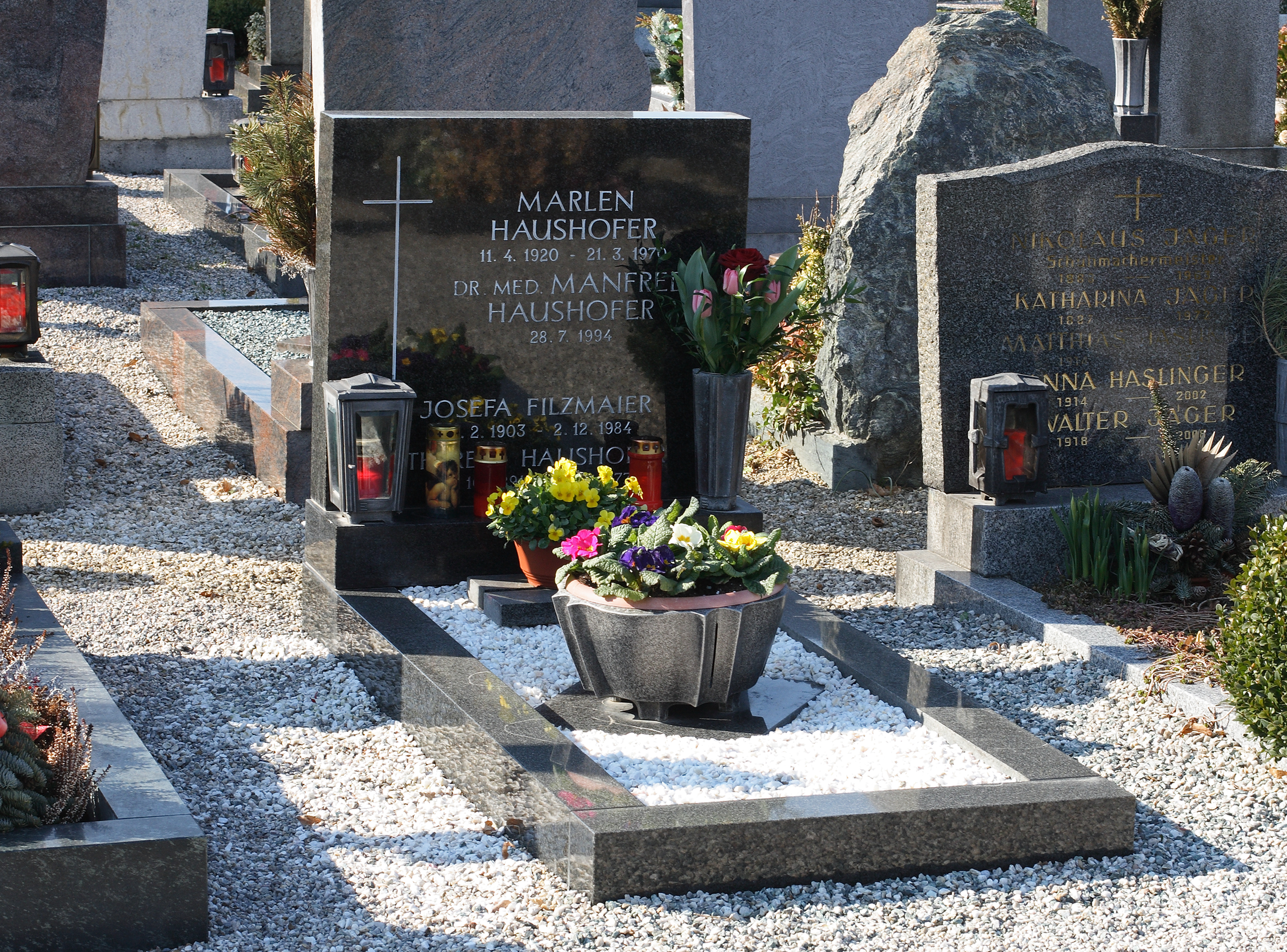
Sírja a Steyr városi temetőben

1970-ben csontrákban halt meg egy bécsi klinikán. Írása olyan szerzőkre hatott, mint a Nobel-díjas Elfriede Jelinek, aki egyik Prinzessinnendramen-darabját Haushofernek ajánlotta. A Feuerhalle Simmeringben hamvasztották el, majd hamvait a Steyr városi temetőben temették el.

## Díjai
- 1953 Staatlicher Förderungspreis |für Literatur (állami irodalmi díj)
- 1956 Preis des Theodor-Körner-Stiftungsfonds
- 1962 Stipendium der Arthur-Schnitzler Gesellschaft
- 1965 Kinderbuchpreis der Stadt Wien für Brav sein ist schwer (Bécs Város Gyermekkönyv-díja; „Jónak lenni nehéz”)
- 1967 Kinderbuchpreis der Stadt Wien (Bécs városának Gyermekkönyv-díja)
- 1968 Staatlicher Förderungspreis für Literatur
- 2007-ben róla nevezték el Steyr város irodalmi díját (Literaturpreis der Stadt Steyr)
- 2019-ben róla nevezték el a Wien-Donaustadt-i Marlen-Haushofer-Weg utcát.

## Művei
- Das fünfte Jahr elbeszélés, Verlag Jungbrunnen, Wien 1952
- Eine Handvoll Leben regény, Paul Zsolnay Verlag, Wien 1955, ISBN 3-423-13275-2
- Die Vergißmeinnichtquelle novellák, Bergland, Wien 1956
- Die Tapetentür regény, Zsolnay, Wien 1957; Deutscher Taschenbuch-Verlag, München 1991, ISBN 3-423-11361-8
- Wir töten Stella elbeszélés, Wien 1958
- Die Wand regény, Mohn, Gütersloh und Wien 1963; Claassen, Düsseldorf 1968; Ullstein Verlag, Frankfurt am Main/Berlin/Wien 1985, ISBN 3-548-30169-X; Klett, Stuttgart 1986, ISBN 3-12-351960-0; Deutscher Taschenbuch-Verlag, München 1991, ISBN 3-423-11403-7; List, Berlin 2004, ISBN 3-548-60571-0
- Bartls Abenteuer Forum, Wien 1964; Claassen, Düsseldorf 1988, Deutscher Taschenbuch-Verlag, München 1990; Ullstein Verlag, München 2002, ISBN 3-548-60156-1
- Brav sein ist schwer gyermekkönyv, Jugend und Volk, Wien 1965; G&G, Wien 2003, ISBN 3-7074-0162-6
- Himmel, der nirgendwo endet regény, Mohn, Gütersloh 1966; Claassen, Düsseldorf 1969; Fischer, Frankfurt am Main 1986
- Lebenslänglich elbeszélések, Stiasny, Graz 1966
- Müssen Tiere draußen bleiben? ifjúsági könyv, Jugend und Volk, Wien 1967; Deutscher Taschenbuch-Verlag, München 1993
- Schreckliche Treue elbeszélések, Claassen, Düsseldorf 1968, Deutscher Taschenbuch-Verlag, München 1990
- Wohin mit dem Dackel? ifjúsági könyv, Zsolnay, Wien 1968; G und G, Wien 2004, ISBN 3-7074-0163-4
- Die Mansarde regény, Claassen, Düsseldorf 1969; Fischer, Frankfurt am Main 1990, ISBN 3-596-25459-0; Deutscher Taschenbuch-Verlag, München 1999, ISBN 3-423-12598-5
- Schlimm sein ist auch kein Vergnügen gyermekkönyv, Jugend und Volk, Wien 1970; G und G, Wien 2003, ISBN 3-7074-0162-6
- Begegnung mit dem Fremden. Gesammelte Erzählungen I. Claassen, Düsseldorf 1985; Claassen, Hildesheim 1985, ISBN 3-546-44189-3; Deutscher Taschenbuch-Verlag, München 1990
- Die Frau mit den interessanten Träumen elbeszélések, Deutscher Taschenbuch-Verlag, München 1990
- Marlen Haushofer: Die Überlebenden kiadatlan szövegek a hagyatékból, esszék a munkáiról, Christine Schmidjell (Hrsg.), Linz (Landesverlag) 1991
- Brav sein ist schwer hangoskönyv, edition-o, Wien 2011, ISBN 978-3-99022-022-1
- Der gute Bruder Ulrich. Märchen-Trilogie Innsbruck 2020, ISBN 978-3-99039-165-5

### Magyarul megjelent
- A fal (Die Wand) – Európa, Budapest, 2018 (Kapszula könyvtár) · ISBN 9789634058953 · Fordította: Nemeskürty Harriet
- A manzárd / Megöljük Stellát (Die Mansarde / Wir töten Stella) – Európa, Budapest, 2022 · ISBN 9789635042326 · Fordította: Nemeskürty Harriet

### Filmadaptációk
- A Die Wand című film premierje a 62. Berlinálén volt 2012. február 12-én.[7] A főszerepet Martina Gedeck(wd) játszotta, Julian Pölsler(wd) rendezte.[8]
- 2016-ban Pölsler leforgatta a Wir töten Stella című regényt, szintén Martina Gedeckkel a főszerepben.[9]

## Fordítás
- Ez a szócikk részben vagy egészben  a   Marlen Haushofer című angol Wikipédia-szócikk fordításán alapul.  Az eredeti cikk szerkesztőit annak laptörténete sorolja fel. Ez a jelzés csupán a megfogalmazás eredetét és a szerzői jogokat jelzi, nem szolgál a cikkben szereplő információk forrásmegjelöléseként.